# Aspelta intradentata
Aspelta intradentata is een raderdiertjessoort uit de familie Dicranophoridae. De wetenschappelijke naam van deze soort is voor het eerst geldig gepubliceerd in 1949 door Bērzinś.